# Jaanus Kuum
Jaanus Kuum (* 2. Oktober 1964 in Tallinn; † 26. August 1998 in Oslo) war ein estnisch-norwegischer Radrennfahrer und nationaler Meister im Radsport.

## Sportliche Laufbahn
Kuum stammte aus Estland. Er war im Straßenradsport und im Bahnradsport aktiv. Kuum wurde sowohl in Estland als auch in Norwegen nationaler Meister im Radsport. 1978 begann er mit dem Radsport in Estland. Von 1983 bis 1984 wurde er viermal estnischer Meister in verschiedenen Disziplinen im Bahn- und Straßenradsport. 1982 und 1983 wurde er Vize-Meister im Einzelzeitfahren hinter Ivar Mones.
1984 übersiedelte er nach Norwegen, er floh während einer Wettkampfreise mit der sowjetischen Nationalmannschaft und beantragte politisches Asyl in Norwegen, wo seine Großeltern lebten. Im Dezember 1985 erhielt er die norwegische Staatsbürgerschaft.
1986 wurde er Berufsfahrer im Radsportteam Schwinn und blieb bis 1994 als Radprofi aktiv. 1986 gewann er die nationale Meisterschaft im Einzelzeitfahren in Norwegen, eine Etappe der Coors Bycicle Classic und kam in der Coppa Sabatini hinter Jean-François Bernard auf den 2. Platz. 1986 gewann er auch den norwegischen Titel im Mannschaftszeitfahren mit dem Verein Glåmdal CK.
1988 holte er einen Etappensieg in der Vuelta a los Valles Mineros und wurde Zweiter in der Luxemburg-Rundfahrt hinter Richard Trinkler. In der Vuelta a Asturias 1989 wurde er hinter Gert-Jan Theunisse Zweiter, 1988 Dritter. Die Vuelta a Aragón 1988 beendete er als Dritter. 1990 wurde er Vize-Meister im Einzelzeitfahren hinter Bjørn Stenersen.
Er war der erste Este, der alle Grand Tours bestritt und beendete.
| Grand Tour            | 1987 | 1988 | 1989 | 1990 | 1990 |
| --------------------- | ---- | ---- | ---- | ---- | ---- |
| Vuelta a EspañaVuelta | –    | –    | 14   | DNF  |      |
| Giro d’ItaliaGiro     | 82   | –    |      | –    | DNF  |
| Tour de FranceTour    | –    | 24   | DNF  |      |      |

Kuum starb im Alter von 33 Jahren in Oslo und wurde auf dem Rahumäe-Friedhof in Tallinn beigesetzt.

## Familiäres
Kuum war mit der britischen Radrennfahrerin Maria Blower-Porter (* 1964) verheiratet, die Großbritannien bei den Olympischen Sommerspielen 1984 und 1988 vertrat. Ihr gemeinsamer Sohn Elliott Porter wurde ebenfalls Radrennfahrer.